# Serena (Pokémon)
Pour les articles homonymes, voir Serena (homonymie).
Serena (セレナ, Serena, en japonais) est un personnage fictif du jeu vidéo et de la série télévisée Pokémon, appartenant à la franchise médiatique Pokémon.

## Création
Le personnage de Serena a été conçu par Ken Sugimori et Atsuko Nishida pour la version du jeu vidéo. Quant à la version animée, elle a été conçue par Toshihito Hirooka, et pour la version manga par Satoshi Yamamoto. Junichi Masuda, le concepteur des jeux vidéo Pokémon, a choisi la France comme cadre pour la région de Kalos, qui est la région principale dans Pokémon X et Y. Sur cette base, les deux personnages principaux de ce jeu, Calem et Serena, sont dépeints comme des personnes françaises.
Le seiyuu japonais de Serena est Mayuki Makiguchi, pour la version anglaise c'est Haven Paschall, et pour la version française c'est Sophie Frisson,.

## Apparence
Dans le jeu vidéo Pokémon X et Y, Serena est le nom par défaut du personnage féminin que les joueurs peuvent choisir au début du jeu. Si un joueur choisit Kalem (le personnage masculin), alors Serena deviendra sa rivale.
Dans l'anime, Serena devient la compagne de voyage de Sacha dans la région de Kalos. Elle aspire à devenir la "Reine de Kalos", un titre décerné au meilleur Dresseur Pokémon de la région. De plus, Serena est également dépeinte comme ayant des sentiments amoureux envers Sacha, ce qui est démontré par un baiser dans le dernier épisode de l'anime Pokémon XYZ.
Y ou Yvonne Gabena apparaît dans le chapitre Pokémon Adventures X & Y en tant que personnage principal basé sur Serena, qui apparaît dans la série de jeux vidéo et d'anime. Y est une jeune participante qui suit l'entraînement Sky Trainer. Elle a choisi de suivre cet entraînement après avoir refusé de suivre les traces de sa mère en devenant jockey de course pour Rhinocorne.
Dans l'adaptation manga des films intitulés "Diancie et le Cocon de l'Annihilation" et "Hoopa et le Choc des Légendes", Serena apparaît en tant que personnage principal avec la même histoire que dans les films,.

## Réception

### Réponse critique
Jose Otero d' IGN met en avant Serena, qui représente les femmes, et Kalem, qui représente les hommes, en soulignant qu'ils sont "plus intéressants en tant que rivaux pour les joueurs". Dans les jeux vidéo X et Y, Nintendo et Game Freak ont préféré mettre en avant l'aspect de l'amitié plutôt que la compétition féroce. Victoria McNally de The Mary Sue apprécie la présence du personnage de Serena dans X et Y, qui est considérée comme représentative des joueuses avec la possibilité de modifier leur coiffure et leur style vestimentaire.
Dans sa critique de la version animée, Megan Peters de Comic Book décrit Serena comme l'une des meilleures amies d'Sacha, voire la meilleure, qui, depuis sa première apparition, non seulement développe son propre personnage, mais crée aussi un lien émotionnel avec Sacha, ce qui divise les fans entre ceux qui l'aiment et ceux qui ne l'aiment pas. Brian Ashcraft de Kotaku affirme que Serena n'est pas juste une amie ordinaire pour Sacha, car ils se connaissent depuis leur enfance, et pour la première fois, bien que de manière implicite, l'anime Pokémon présente une relation romantique entre ces deux personnages principaux.

### Marchandises
La popularité de Serena l'a amenée à être représentée sous différentes formes de produits dérivés. En 2016, Bandai a sorti une boîte à musique avec une figurine de Serena incluse dans une édition limitée de Bandai Premium. En 2018, un autre personnage figurine de Serena a été publié par Megahouse, une filiale de Bandai. Cette édition comprenait également une figurine de Nymphali, l'un des Pokémon de Serena. Un autre fabricant de figurines, Kotobukiya, a sorti une figurine de Serena portant l'apparence qu'elle a dans le jeu vidéo, accompagnée d'une figurine de Feunnec.